# Gino Taddei
Gino Taddei (Cogoleto, 4 giugno 1933 – Savona, 1º ottobre 2017) è stato un tenore italiano.
L'opera Doktor Faust di Ferruccio Busoni, fu il sipario, nel 1964 della prima importante interpretazione di Gino Taddei nel ruolo di Beelzebuth, sotto la direzione di Fernando Previtali, dopo essere lanciato nelle scene da un concorso indetto dal Teatro Comunale di Firenze.
La sua carriera prese ben presto un palcoscenico straniero, dopo gli iniziali esordi italiani, fu ad Ankara nel 1968 con Anna Bolena e Tosca e fece una lunga tournée a Praga, Brno, Bratislava, Kosice, ecc..., con Rigoletto, La traviata, Madama Butterfly, Lucia di Lammermoor. 
In seguito cantò alla Scala e al Conservatorio di Milano, alla Fenice di Venezia, al Massimo di Palermo, al San Carlo di Napoli, al Teatro Verdi di Trieste, e nei Teatri di Modena, Ferrara e Reggio Emilia.
Ha partecipato a programmi della RAI e reti radiofoniche-televisive straniere.
Ha inciso Madama Butterfly al fianco di Raina Kabaivanska nel ruolo di F.B. Pinkerton ed il Don Giovanni.
Nell'ultima parte della sua vita ha gestito il Bar Giardino a Varazze ed è stato socio di una concessionaria di automobili.